# دورة الطعام

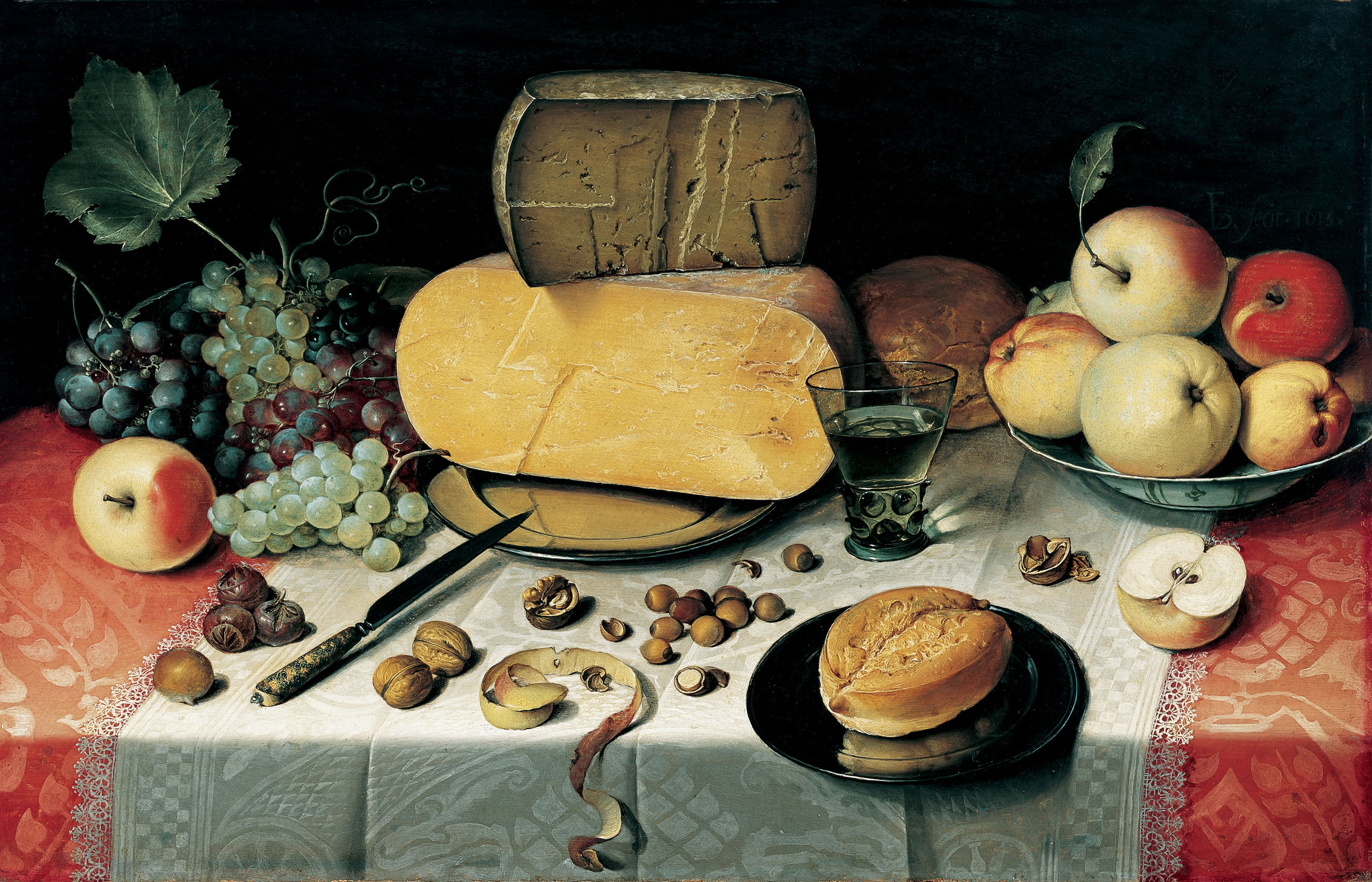

في تناول الطعام، الدورة هي مجموعه محدده من المواد الغذائية التي يتم تقديمها معا خلال وجبة، كل في نفس الوقت. قد تتضمن الدورة اطباق متعددة أو واحدة فقط، وغالبا ما تتضمن الأصناف التي تحتوي علي بعض النكهات المتنوعة. على سبيل المثال، همبرغر يقدم مع البطاطا المقلية يعتبر دورة واحدة، وعلى الأرجح الوجبة بأكملها. المثل، قد تشمل مأدبة ممتدة العديد من الدورات، مثل دورة حيث يتم تقديم الحساء في حد ذاته، وهو دوره حيث يتم تقديم الطوق الأزرق في نفس الوقت المقبلات لها، وربما طبق جانبي ، وفي وقت لاحق حلوي مثل فطيرة اليقطين. قد تختلف الدورات في الحجم وكذلك العدد تبعا للثقافة التي تجري فيها الوجبة.
تتكون الوجبات من دورة واحدة أو أكثر،  والتي تتكون بدورها من واحد أو أكثر من الاطباق.
عندما يتم تقديم الأطباق في الغالب في دورة واحدة، وهذا ما يسمى الخدمة الفرنسية لا الروسية . عندما يتم تقديم الأطباق في الغالب في دورات منفصلة، وهذا ما يسمى خدمة لروسية 
الكلمة مشتقة من الكلمة الفرنسية كور (تشغيل) ، وجاء إلى اللغة الإنجليزية في القرن  الرابع عشر .  
وجاء إستخدامها لأن الطعام في مأدبة الخدمة كان لا بد من جلب بسرعة من مطبخ بعيد في كتاب الطبخ 1420 دو الواقع دي المطبخ كلمة «بالطبع» تستخدم بالتبادل مع كلمة لخدمة لاروسية. 